# Maitreyi
A Maitreyi egy román erotikus kalandregény, írta Mircea Eliade. Először 1933-ban jelent meg. Ezután világszerte elismerték, lefordították francia, angol, olasz, német, spanyol, katalán, eszperantó nyelvre. Az európai ifjú és az indiai lány szerelmi története Eliade szépírói munkásságának máig legnépszerűbb darabja.

## Cselekmény
A regény hősnője Maitreyi Devi, egy nagy indiai filozófus, Surendranath Dasgupta lánya, aki a szerelemnek él.
A cselekmény Kalkutta városában játszódik az 1930-as években, Eliade (Allan) a filozófus házában él mint "tanítvány". Bár először nem érez semmit a lány iránt, Maitreyi rögtön beleszeret a férfiba, de érzéseit nem mutatja ki.
A regény bevezeti az olvasót a lenyűgöző indiai világba, a keleti hagyományokba. Dasgupta elutasítja a házasságot, Eliadét elkergeti, aki a Himalájába menekül, ezalatt Dasgupta kegyetlenül megbünteti lányát.

## Magyarul
- Maitreyi. Bengáli éjszaka; ford. Vallasek Júlia; Helikon, Bp., 2015

## Fordítás
- Ez a szócikk részben vagy egészben  a   Maitreyi című román Wikipédia-szócikk ezen változatának fordításán alapul.  Az eredeti cikk szerkesztőit annak laptörténete sorolja fel. Ez a jelzés csupán a megfogalmazás eredetét és a szerzői jogokat jelzi, nem szolgál a cikkben szereplő információk forrásmegjelöléseként.